# Dodge 330

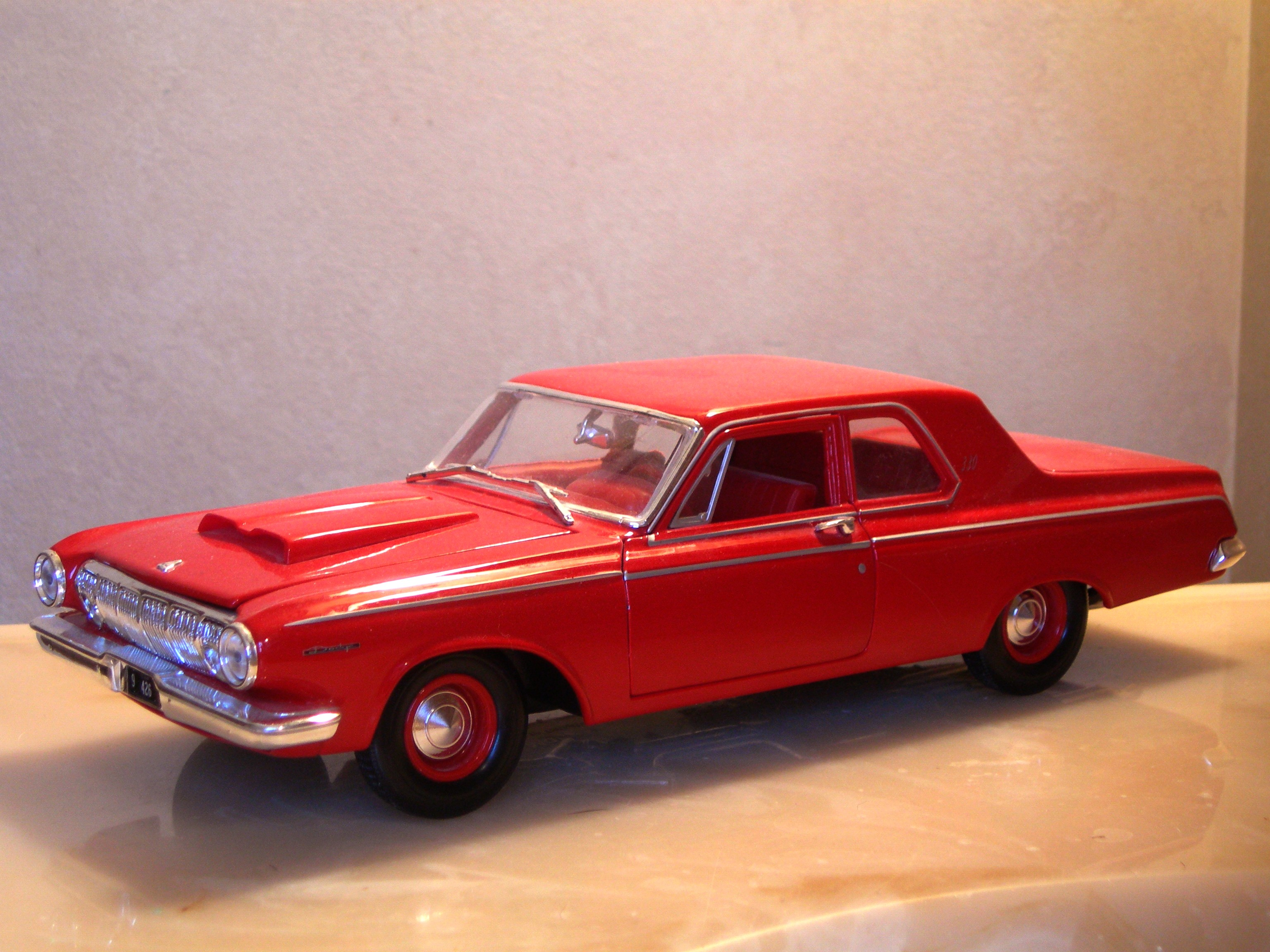

La Dodge 330 est une automobile full-size qui a été commercialisée par Dodge de 1962 à 1964. Disponible dans les conceptions de carrosserie berline 2 ou 4 portes utilisant la plate-forme B.

## Conception

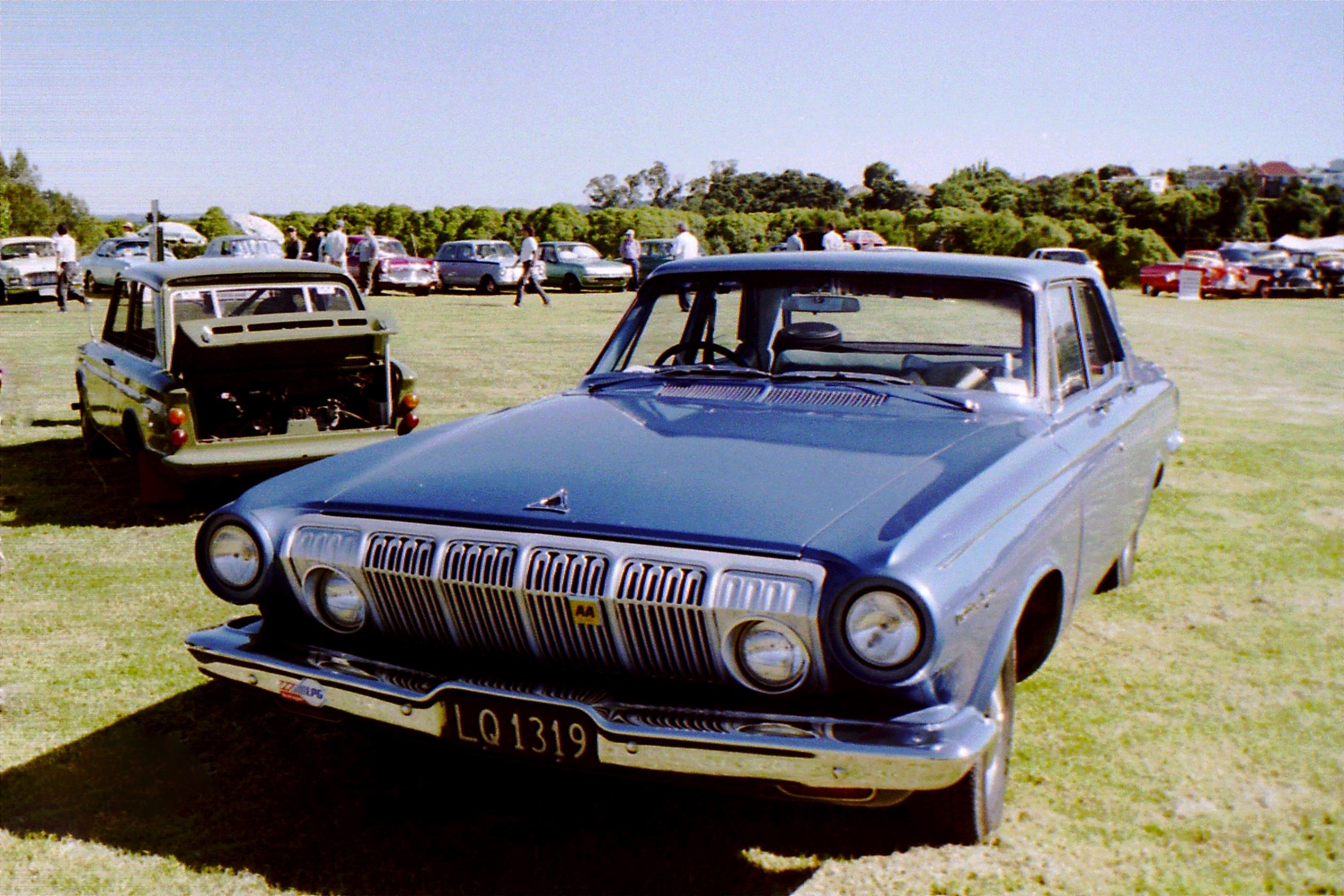
1963 Dodge 330.

La voiture avait un empattement de 3 023 mm et une longueur de 5 286 mm. Il y avait aussi une 440 et une Polara haut de gamme disponibles.
Le moteur de base était le Slant-Six 225. Les 318 à carburateur 2 corps, 361 2 corps, 383 2 corps, 383 4 corps et 426 4 corps étaient facultatifs.
En tant que niveau de finition intermédiaire au-dessus de la Dart, elle était livrée de série avec un allume-cigare, des coussins avant en mousse et des accoudoirs arrière.
La Dodge 330 Max Wedge était une 330 berline 2 portes propulsée par le moteur Max Wedge 426 avec deux carburateurs à 4 corps et 431 ch (317 kW). Elle a été disponible les deux années, principalement commandée comme super stock car pour les pistes de course.
Pour l'année modèle 1965, les Dodge full-size étaient construites sur la nouvelle carrosserie C avec un empattement de 3 073 mm, et les 330 et 440 ont toutes deux été remplacées par la nouvelle Polara, plus grande. La 880 a maintenant pris l'ancienne place de la Polara dans la gamme.